# Хроматография
Хроматогра́фия (от др.-греч. χρῶμα — «цвет») — метод разделения и анализа смесей веществ, а также изучения физико-химических свойств веществ. Основан на распределении веществ между двумя фазами — неподвижной (твёрдая фаза или жидкость, связанная на инертном носителе) и подвижной (газовая или жидкая фаза, элюент). Название метода связано с первыми экспериментами по хроматографии, в ходе которых разработчик метода Михаил Цвет разделял ярко окрашенные растительные пигменты.

## История метода
Метод хроматографии был впервые применён русским учёным-ботаником Михаилом Семеновичем Цветом в 1900 году. Он использовал колонку, заполненную карбонатом кальция, для разделения пигментов растительного происхождения. Первое сообщение о разработке метода хроматографии было сделано Цветом 30 декабря 1901 года на XI Съезде естествоиспытателей и врачей в С.-Петербурге. Первая печатная работа по хроматографии была опубликована в 1903 году, в журнале «Труды Варшавского общества естествоиспытателей». Впервые термин «хроматография» появился в двух печатных работах Цвета в 1906 году, опубликованных в немецком журнале Berichte der Deutschen Botanischen Gesellschaft. В 1907 году Цвет демонстрирует свой метод Немецкому Ботаническому обществу.
В 1910—1930 годы метод был незаслуженно забыт и практически не развивался.
В 1931 году Р. Кун, А. Винтерштейн и Е. Ледерер при помощи хроматографии выделили из сырого каротина α и β фракции в кристаллическом виде, чем продемонстрировали препаративную ценность метода.
В 1941 году А. Дж. П. Мартин и Р. Л. М. Синг разработали новую разновидность хроматографии, в основу которой легло различие в коэффициентах распределения разделяемых веществ между двумя несмешивающимися жидкостями. Метод получил название «распределительная хроматография».
В 1944 году А. Дж. П. Мартин и Р. Л. М. Синг предложили метод бумажной хроматографии, заменив хроматографическую колонку на фильтровальную бумагу.
В 1947 году Т. Б. Гапон, Е. Н. Гапон и Ф. М. Шемякин разработали метод «ионообменной хроматографии».
В 1952 году Дж. Мартину и Р. Сингу была присуждена Нобелевская премия в области химии за создание метода распределительной хроматографии.
С середины XX века и до наших дней хроматография интенсивно развивалась и стала одним из наиболее широко применяемых аналитических методов.

## Терминология
Основные термины и понятия, относящиеся к хроматографии, а также области их применения были систематизированы и унифицированы специальной комиссией ИЮПАК. Согласно рекомендациям ИЮПАК, термин «хроматография» имеет три значения и используется для обозначения специального раздела химической науки, процесса, а также метода.
- Хроматография — наука о межмолекулярных взаимодействиях и переносе молекул или частиц в системе несмешивающихся и движущихся друг относительно друга фаз.
- Хроматография — процесс дифференцированного многократного перераспределения веществ или частиц между несмешивающимися и движущимися относительно друг друга фазами, приводящий к обособлению концентрационных зон индивидуальных компонентов исходных смесей этих веществ или частиц.
- Хроматография — метод разделения смесей веществ или частиц, основанный на различиях в скоростях их перемещения в системе несмешивающихся и движущихся относительно друг друга фаз.
- Колонка — содержит хроматографический сорбент, выполняет функцию разделения смеси на индивидуальные компоненты.
- Элюент — подвижная фаза (растворитель или смесь растворителей): газ, жидкость или (реже) сверхкритический флюид.
- Неподвижная фаза — твёрдая фаза или жидкость, связанная на инертном носителе, в адсорбционной хроматографии — сорбент.
- Хроматограмма — результат регистрирования зависимости концентрации компонентов на выходе из колонки от времени.
- Детектор — устройство для регистрации концентрации компонентов смеси на выходе из колонки.
- Хроматограф — прибор для проведения хроматографии.

## Модель хроматографического распределения
Хроматографию упрощённо можно рассматривать как последовательность непрерывных ступеней уравновешивания, происходящих в ходе процесса разделения. В небольшой секции колонки («тарелке») устанавливается равновесие между количеством вещества в подвижной и неподвижной фазах, которое описывается константой распределения К, характерной для данного типа вещества. Далее та часть вещества, которая находится в подвижной фазе, переносится с её потоком к следующей секции колонки. Здесь также происходит установление равновесия между фазами. На рисунке 2 изображено равновесное распределение вещества с К=1 по пяти последовательным ступеням. Эта модель служит основой так называемой «теории тарелок». Однако следует помнить, что это упрощённое представление, т. к. оно исходит из того, что на каждой ступени достигается полное равновесие, что в реальности далеко не так из-за непрерывного движения подвижной фазы через колонку. Модель показывает, что распределение вещества по секциям колонки соответствует нормальному распределению и идеальный пик на хроматограмме имеет форму Гауссовой функции.

## Классификация видов хроматографии
Существуют различные способы классификации хроматографических методов.

### По физической природе неподвижной и подвижной фаз
1. Жидкостная хроматография (если подвижная фаза жидкая).
Жидкостную хроматографию, в свою очередь, можно разделить в зависимости от агрегатного состояния неподвижной фазы на твёрдо-жидкофазную (ТЖХ) — неподвижная фаза твёрдая и жидко-жидкофазную хроматографию (ЖЖХ) — неподвижная фаза жидкая. ЖЖХ часто называют распределительной хроматографией.
Метод высокоэффективной жидкостной хроматографии (ВЭЖХ) один из эффективных методов анализа и разделения сложных смесей. Принцип хроматографического разделения также лежит в основе ряда технологических процессов. Принцип жидкостной хроматографии состоит в разделении компонентов смеси, основанном на различии в равновесном распределении их между двумя несмешивающимися фазами, одна из которых неподвижна, а другая подвижна.  Отличительной особенностью ВЭЖХ является использование высокого давления (до 400 бар) и мелкозернистых сорбентов (до 1.8 мкм). Это позволяет разделять сложные смеси веществ быстро и полно (среднее время анализа от 3 до 30 минут).
2. Газовая хроматография (если подвижная фаза газообразная).
Газовую хроматографию в зависимости от агрегатного состояния неподвижной фазы делят на газоадсорбционную (ГТХ, ГАХ) и газожидкостную (ГЖХ) или газораспределительную.

### В зависимости от способа перемещения сорбатов вдоль слоя сорбента
1. Проявительный (элюентный) — при его использовании пробу исследуемой смеси вводят порцией в начальной точке (на входе в колонку) в разделительную насадку (сорбент). Под действием потока подвижной фазы зона пробы перемещается вдоль колонки, причём скорости перемещения отдельных компонентов пробы обратно пропорциональны величинам соответствующих им констант распределения.
2. Фронтальный — при этом разделяемая смесь непрерывно поступает на слой сорбента в начальной точке и, таким образом, фактически играет роль подвижной фазы.
3. Вытеснительный — методика проведения разделения вытеснительным методом аналогична методике проведения разделения проявительным методом, но без использования несорбирующегося элюента (подвижной фазы). Перемещение хроматографических зон достигается путём вытеснения компонентов разделяемой смеси веществом, которое сорбирует сильнее любого из этих компонентов. Каждый компонент этой пробы вытесняет компоненты, которые взаимодействуют с неподвижной фазой менее сильно, чем он сам.
4. Электрохроматография — хроматографический процесс, при котором движение заряженных частиц осуществляется под действием приложенного электрического поля. Скорость движения частиц определяется их массой и зарядом.

Для аналитических целей наиболее широко используется элюентный (проявительный) метод хроматографирования.

### В зависимости от природы процесса, обусловливающего распределение сорбатов между подвижной и неподвижной фазами
1. Адсорбционная хроматография — разделение за счёт адсорбции основано на различии адсорбируемости компонентов смеси на данном адсорбенте.
2. Распределительная хроматография — разделение основано на различии в растворимости сорбатов в подвижной и неподвижной фазах или на различии в стабильности образующихся комплексов.
3. Ионообменная хроматография — разделение основано на различии констант ионообменного равновесия.
4. Осадочная хроматография — разделение основано на различной растворимости осадков в подвижной фазе.
5. Аффинная хроматография — основана на биоспецифическом взаимодействии компонентов с аффинным лигандом;
6. Эксклюзионная хроматография — разделение основано на различии и проницаемости молекул разделяемых веществ в неподвижную фазу. Компоненты элюируются в порядке уменьшения их молекулярной массы.

### В зависимости от механизма сорбции
Хроматография подразделяется на молекулярную, ситовую, хемосорбционную и ионообменную. В молекулярной хроматографии природой сил взаимодействия между неподвижной фазой (сорбентом) и компонентами разделяемой смеси являются межмолекулярные силы типа сил Ван-дер-Ваальса.
К хемосорбционной хроматографии относят осадочную, комплексообразовательную (или лигандообменную), окислительно-восстановительную. Причиной сорбции в хемосорбционной хроматографии являются соответствующие химические реакции.

### По технике выполнения (характеру процесса)
Разделяют хроматографию на:
1. колоночную (неподвижная фаза находится в колонке);
2. плоскостную (планарную) — бумажную и тонкослойную (неподвижная фаза — лист бумаги или тонкий слой сорбента на стеклянной или металлической пластинке);
3. капиллярную (разделение происходит в плёнке жидкости или слое сорбента, размещённом на внутренней стенке трубки);
4. хроматографию в полях (электрических, магнитных, центробежных и других сил).

### В зависимости от цели проведения хроматографического процесса
Различают аналитическую, неаналитическую, препаративную и промышленную хроматографию. Аналитическая хроматография предназначена для определения качественного и количественного состава исследуемой смеси.

### По агрегатному состоянию фаз
- Газовая хроматография
  - Газо-жидкостная хроматография
  - Газо-твёрдофазная хроматография
- Жидкостная хроматография
  - Жидкостно-жидкостная хроматография
  - Жидкостно-твёрдофазная хроматография
  - Жидкостно-гелевая хроматография
- Сверхкритическая флюидная хроматография

### По рабочему давлению
- Хроматография низкого давления (FPLC)
- Хроматография высокого давления (HPLC)
- Хроматография ультравысокого давления (UHPLC)

### По механизму взаимодействия
- Распределительная хроматография
- Ионообменная хроматография
- Адсорбционная хроматография
- Эксклюзионная хроматография
- Аффинная хроматография
- Осадочная хроматография
- Адсорбционно-комплексообразовательная хроматография

### По цели проведения
- Аналитическая хроматография
- Полупрепаративная хроматография
- Препаративная хроматография
- Промышленная хроматография

### По способу ввода пробы
- Элюентная хроматография (проявительная, редк. элютивная)

Наиболее часто используемый вариант проведения аналитической хроматографии. Анализируемую смесь вводят в поток элюента в виде импульса. В колонке смесь разделяется на отдельные компоненты, между которыми находятся зоны подвижной фазы.
- Фронтальная хроматография[4]

Смесь непрерывно подают в колонку, при этом на выходе из колонки только первый, наименее удерживаемый компонент можно выделить в чистом виде. Остальные зоны содержат 2 и более компонентов. Родственный метод — твердофазная экстракция (сорбционное концентрирование).
- Вытеснительная хроматография

В колонку после подачи разделяемой смеси вводят специальное вещество-вытеснитель, которое удерживается сильнее любого из компонентов смеси. Образуются примыкающие друг к другу зоны разделяемых веществ.

## Отдельные виды хроматографии
- Высокоэффективная жидкостная хроматография
- Тонкослойная хроматография
- Газовая хроматография с программированием температуры
- Хроматермография
- Газовая хроматография с программированием расхода газ-носителя
- Газовая хроматография с программированием давления газ-носителя
- Хромабарография
- Хроматофокусирование